# Mouriri arborea
Mouriri arborea é uma espécie de  planta do gênero Mouriri e da família Melastomataceae, também chamada de mandapuçá e cambucá-bravo.
Mouriri arborea é endêmica do Brasil, sendo encontrada no bioma Mata Atlântica na formação Floresta Ombrófila Densa de encosta dos estados da Bahia, Espírito Santo e Rio de Janeiro. No Espirito Santo também ocorre na Floresta Ombrófila Densa das Terras Baixas (muçununga). Pode ser reconhecida por suas folhas acuminadas a longo-acuminadas, nervação secundária não perceptível em material desidratado e nervura central 2-aladas na face inferior. O cálice é completamente fundido ou quase no botão floral. O fruto é subgloboso com uma cicatriz circular no ápice resultante do rompimento dos lóbulos do cálice (Morley, 1976).
Vegetativamente se assemelha a Mouriri glazioviana, na qual a sua diferenciação em material estéril e eventualmente com fruto pode ser prejudicado. A principal diferença e que facilmente permite o reconhecimento de M. arborea é o cálice completamente fundido ou quase no botão floral, com as sépalas rasgando em 2 ou 3 pedaços, os pedaços se soltando irregularmente na antese (vs. cálice não fundido no botão floral e com sépalas persistentes). Esse rompimento irregular das sépalas produz uma cicatriz circular no fruto, que eventualmente pode estar levemente soerguida (vs. coroado com o resto do hipanto e os lóbulos do cálice), característica esta que auxilia na identificação dos espécimes em fruto. Como característica auxiliar as folhas de M. arborea possuem a nervura central na face abaxial com secção transversal 2-aladas (vs. secção transversal angulosa).
As sinonimizações de Mouriri megasperma Morley e Mouriri sellowiana (Berg) Burret sob M. arborea são provisórias.
Mouriri megasperma foi descrita com um material único, com frutos e sem flores. Coletas recentes proveninentes de áreas próximas, ao norte do Rio Doce, no Espírito Santo, mostram flores que aparentemente não diferem daquelas de Mouriri arborea. Um estudo mais detalhado destes materiais capixabas se faz necessário para esclarecimento deste assunto.
A situação de Mouriri sellowiana segue a interpretação de Morley (1976), que mencionou esta espécie no final do seu tratamento da Flora Neotropica, como "insuficientemente conhecida", pois o tipo em Berlim foi destruído, e dela resta apenas a descrição e ilustrações originais, referentes a material vegetativo e fruto, sem flores. Este material foi coletado "entre Vitória e Bahia", e a descrição e ilustrações podem ser claramente encaixadas em M. arborea.

## Taxonomia
A espécie foi descrita em 1843 por George Gardner.
Os seguintes sinônimos já foram catalogados:  
- Aulacocarpus sellowianus  O.Berg
- Mouriria petroniana  Cogn. & Saldanha
- Mouriri megasperma  Morley
- Mouriri petroniana  Cogn. & Saldanha
- Mouriri sellowiana  (Berg) Burret
- Mouriria arborea  Gardner

## Forma de vida
É uma espécie terrícola e arbórea.

## Conservação
A espécie faz parte da Lista Vermelha das espécies ameaçadas do estado do Espírito Santo, no sudeste do Brasil. A lista foi publicada em 13 de junho de 2005 por intermédio do decreto estadual nº 1.499-R.

## Distribuição
A espécie é endêmica do Brasil e encontrada nos estados brasileiros de Bahia, Espírito Santo e Rio de Janeiro. A espécie é encontrada no domínio fitogeográfico de Mata Atlântica, em regiões com vegetação de floresta ombrófila pluvial.